# Modrá divize
Modrá divize (španělsky División Azul, oficiálně División Española de Voluntarios, německy Blaue Division), také známá jako 250. pěší divize Wehrmachtu byla uskupením španělských dobrovolníků bojujících na straně Německa na Východní frontě v dobách druhé světové války.

## Vznik a prvopočátky

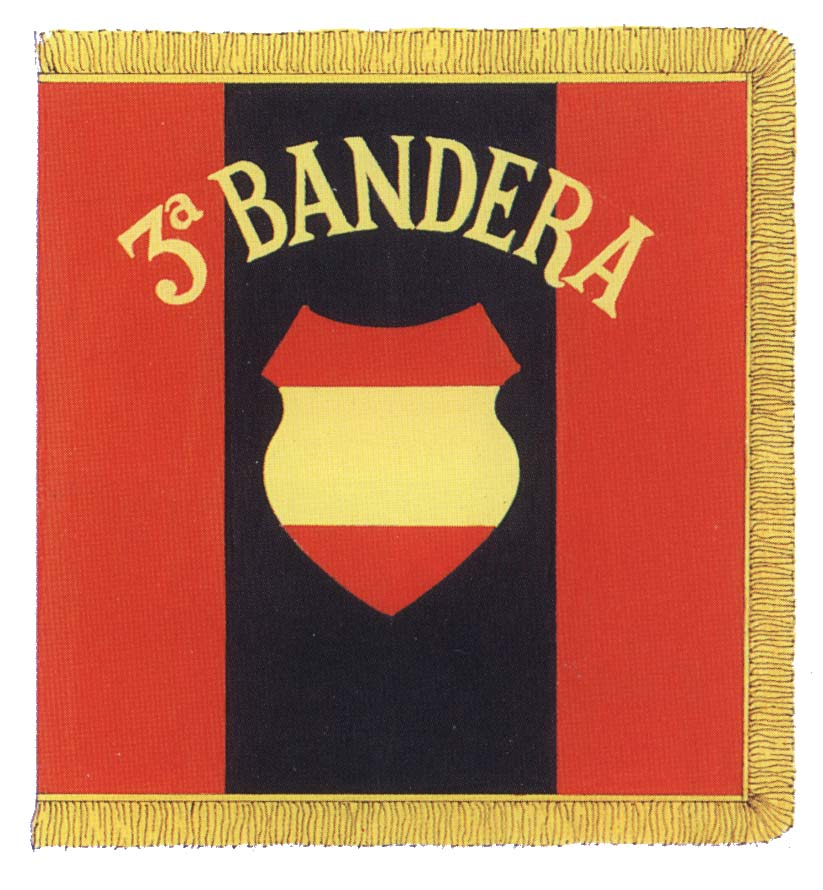
Standarta Modré divize

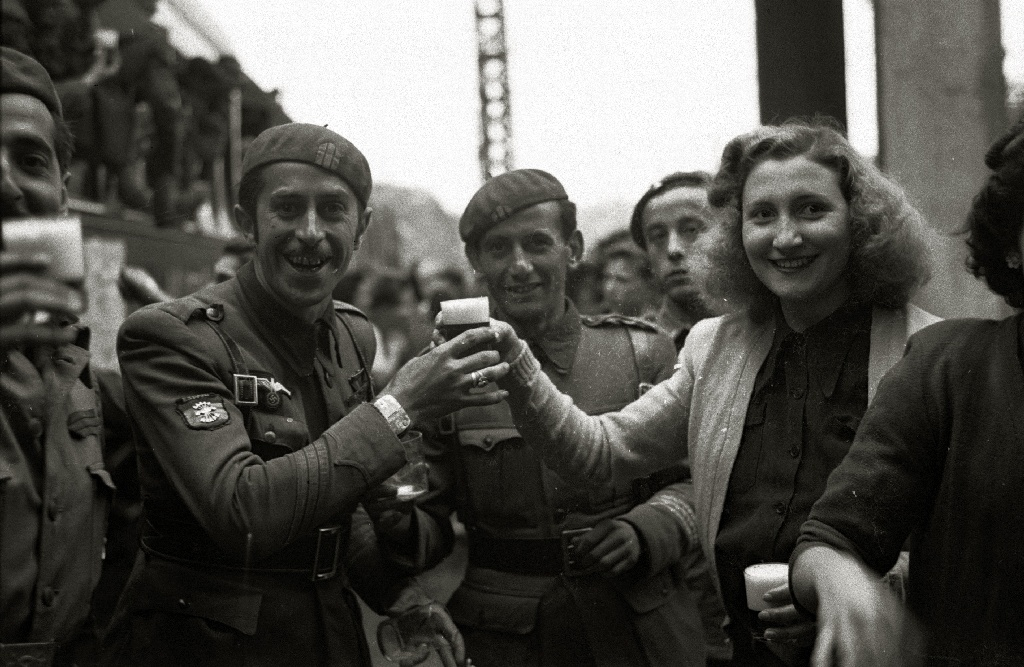
1942: členové Modré divize se loučí s příbuznými na hlavním vlakovém nádraží - Estación del Norte - ve Valencii

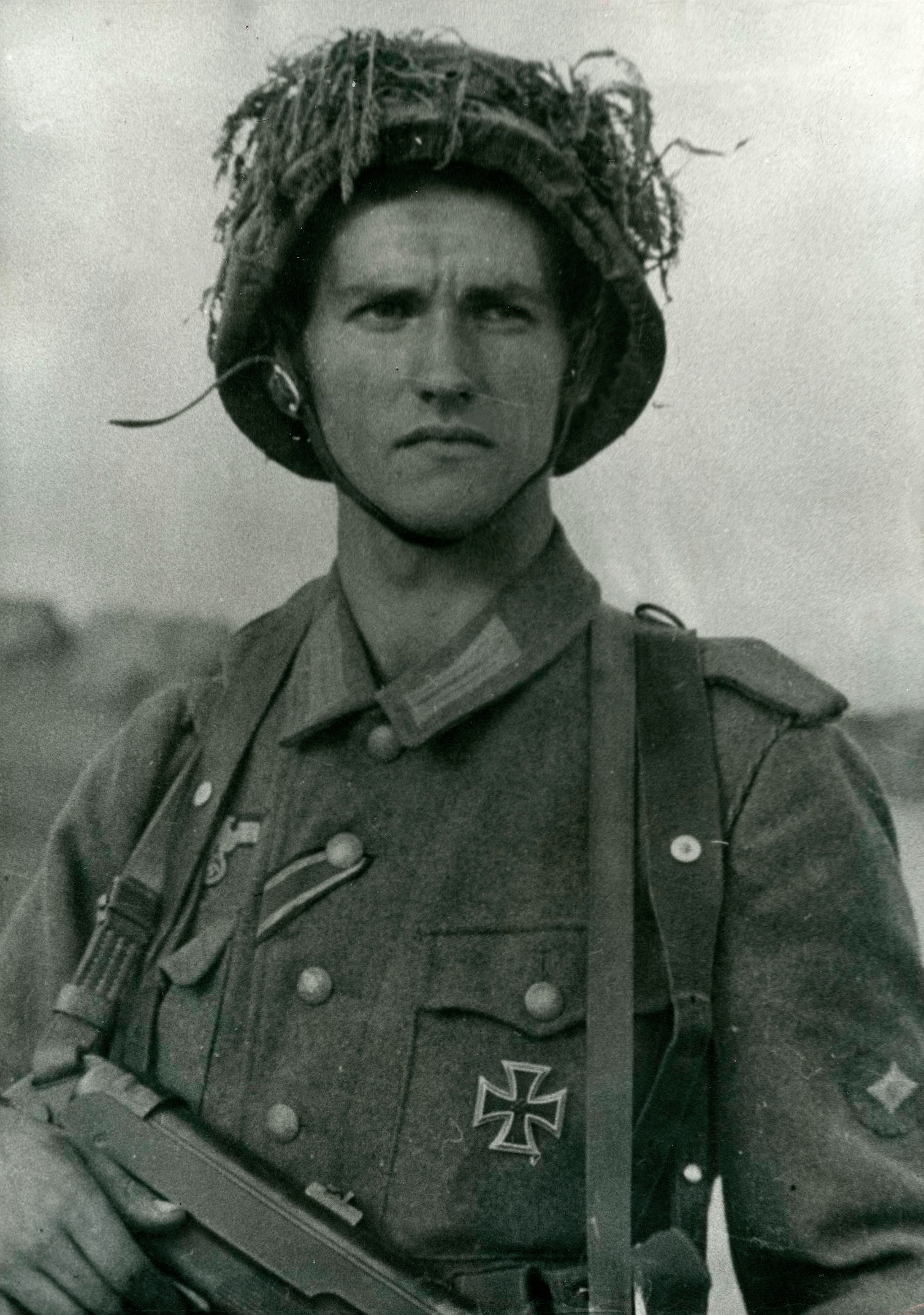
Španělský držitel Železného kříže - nedatováno.

Španělsko sice bylo oficiálně neutrálním státem, ale vrchní španělský vůdce Francisco Franco ponechal volnou ruku každému, kdo se chtěl do války zapojit z vlastní vůle, pokud ovšem přísahal, že bude bojovat jen proti bolševismu v SSSR, nikoliv proti jakémukoliv jinému státu, zvlášť západoevropskému.
Důvodem k tomuto postupu byly dvě skutečnosti. Za prvé, Franco neměl zájem narušit neutralitu ve vztahu se západními státy, ale zároveň cítil určitou nutnost se odvděčit Hitlerovi, jehož jednotky (hlavně Legie Condor) mu velice pomohly během španělské občanské války. Dá se říci, že „otcem“ tohoto uskupení byl tehdejší španělský ministr zahraničí Ramón Serrano Suñer, který s touto myšlenkou přišel, a navíc ji pomohl i realizovat. Díky němu mohla španělská vláda poslat před začátkem operace Barbarossa do Berlína oficiální informace o této formě pomoci.
Dobrovolníci byli německou stranou přijati dne 24. června 1941 v celkovém počtu 2612 důstojníků a 15 492 pěšáků. Španělská strana byla původně připravena vyslat až 40 000 mužů, takový počet se ovšem nakonec ukázal jako zbytečný. Většinou se jednalo o veterány z občanské války anebo čerstvé absolventy akademie v Zaragoze. Další část příslušníků divize tvořili oddaní španělští fašisté anebo lidé, jako byl třeba Luis García Berlanga, kteří se snažili pochlebovat režimu v naději, že tak vykoupí své příbuzné z vězení.
Ve Španělsku byli příslušníci divize oblečeni do uniformy vycházející z úboru fašistů, která díky svým modrým košilím (nosila je Falanga) dala jméno celé divizi. Na bitevním poli ovšem používali klasickou německou polní uniformu doplněnou na pravém rameni o nášivku s nápisem „España“, plus španělské národní barvy pro lepší odlišení. Podobně byli oblečení i portugalští dobrovolníci, kteří ovšem nebyli portugalskou vládou oficiálně tolerováni, tudíž byli víceméně ilegální.
Velením modré divize byl pověřen španělský generál Agustín Muñoz Grandes.
13. června 1941 se první kontingent dobrovolníků dostal do bavorského Grafenwöhru, kde prodělal pět týdnů vojenského výcviku. Právě zde získali označení 250. pěší divize. Ta byla dále dělena do čtyř pluků. Při konečném dělení byl 4. pluk rozdělen mezi zbylé tři, které dostaly jméno podle významných španělských měst: Barcelona, Sevilla a Valencia.

## Bojová nasazení

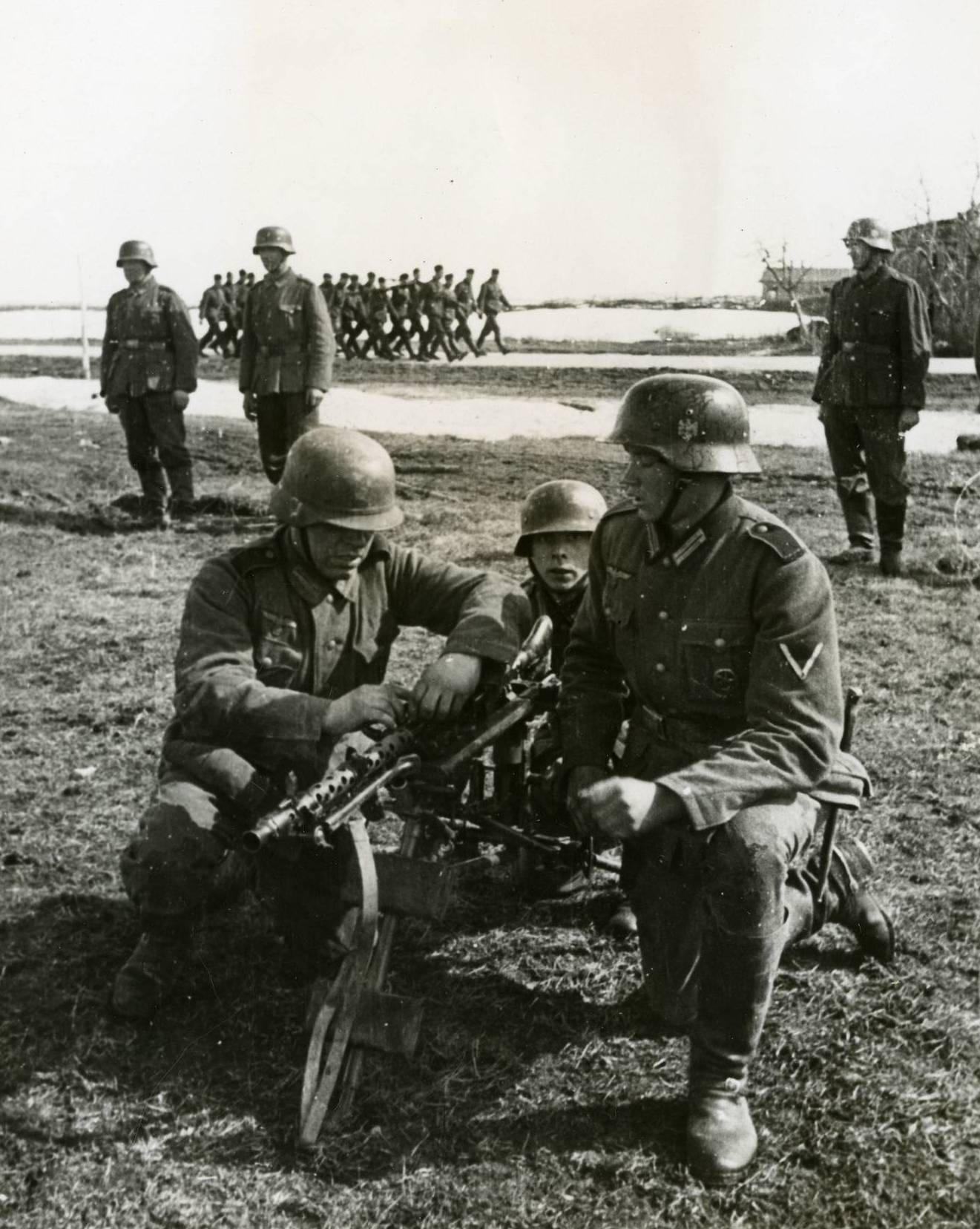
1941: Španělé na východní frontě. Povšimněte si uniforem typicky Německého střihu.

### Východní fronta (srpen a září 1941)
Po složení přísahy, kterou požadoval Franco, byli členové divize nasměrováni ke svému prvnímu bojovému nasazení. Nejdříve byli začleněni do skupiny armád Střed, která měla za úkol všemi prostředky dobýt Moskvu. Celá divize byla přepravena vlaky do polského města Suwalki, odkud měli pěšky urazit 900 km a dojít do Smolenska. Při pochodu byla divize 26. září přidělena skupině armád Sever, která mířila na Leningrad a na pár dní tak pomohli německé 16. armádě v boji se Sověty.

### Okolí řeky Volchov (říjen 1941 – srpen 1942)
Jednalo se o první samostatné nasazení. Velitelství divize bylo zřízeno v Grigorově, venkovské aglomeraci města Novgorod. Španělé tu dostali na starost 50 kilometrový úsek od řeky Volchov až k jezeru Ilmeň. Za zmínku stojí, že si tu dobrovolníci udělali z kopule historického kostela kulometné hnízdo, takže kostel jako takový poškodili, a zničili navíc mnoho stoletých historických pravoslavných fresek. Svůj úkol ovšem splnili uspokojivě.

### Leningrad (srpen 1942 – říjen 1943)
V srpnu 1942 byli dobrovolníci převeleni k obleženému Leningradu, kde měli podpořit německé úsilí o dobytí města. Modrá divize byla nasazena přímo do přední linie, kde utrpěla těžké ztráty, jednak kvůli hrozivým podmínkám (zima, hlad, stres), tak také kvůli těžkým bojům se sovětskou 305. střeleckou divizí. Franco povolal do služby veškeré dobrovolníky, kteří kdysi projevili zájem, navíc dokonce přidal k dobrovolníkům i jednotky branců, čímž zatáhl vládu jako takovou do války[zdroj⁠?!]. Podle záznamů bojovalo na východní frontě až 45 000 Španělů. Získali celou řadu španělských a německých vojenských řádů a vyznamenání, mimo jiné i medaili speciálně pro členy Modré divize, kterou založil samotný Hitler. Po německém fiasku během bitvy u Stalingradu byla většina španělských jednotek převelena na jih.
Během bojů se sovětským letectvem si Modrá eskadra (Escuadrilla Azul), létající na strojích Messerschmitt Bf 109 a Focke-Wulf Fw 190 získala věhlas sestřelením 156 sovětských letadel.

## Konec Modré divize

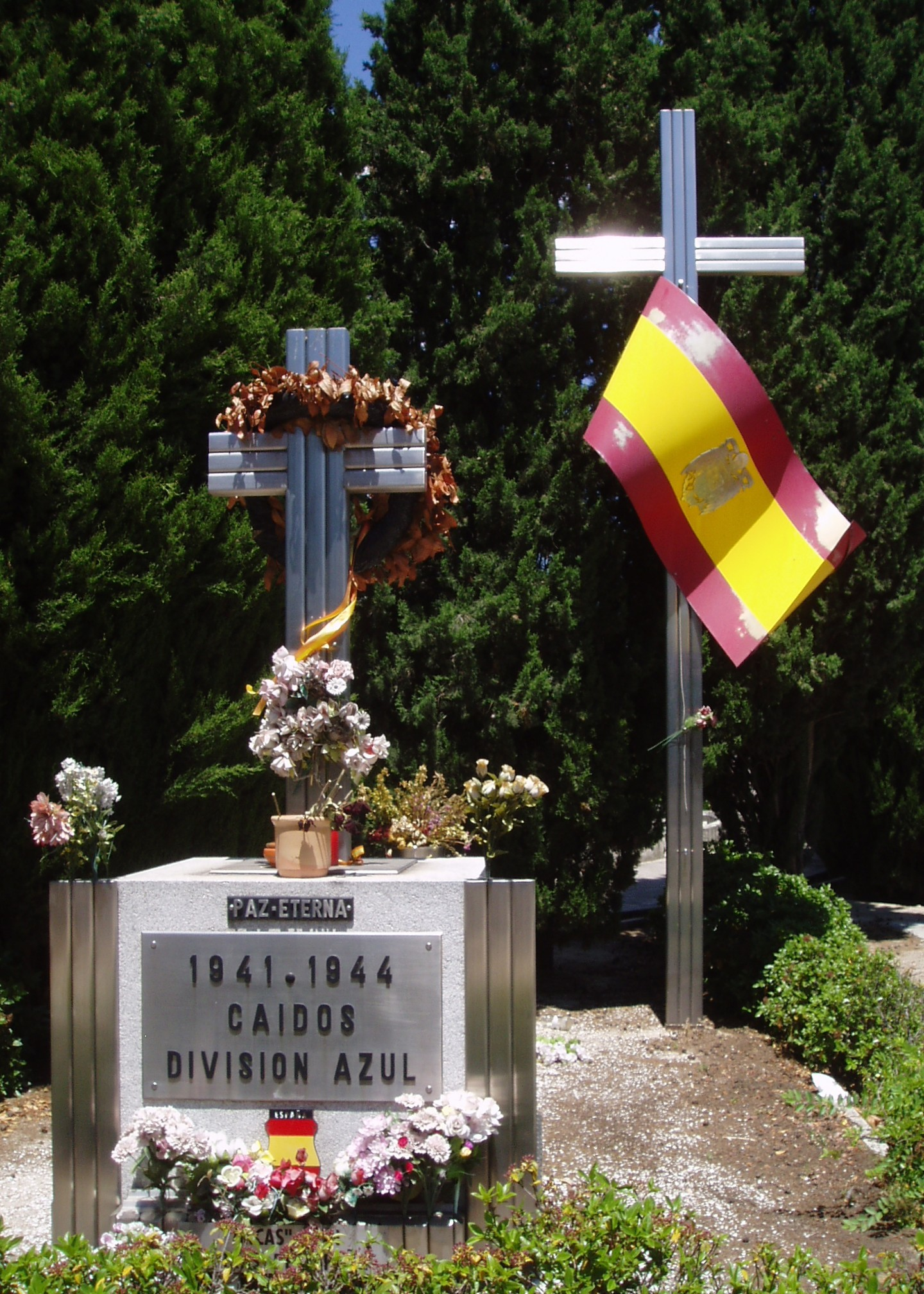
Památník padlým vojákům Modré divize v Madridu.

Mezitím se stala doma ve Španělsku Modrá divize terčem útoků od vládních konzervativců, představitelů církve, ale také zahraničních delegátů a diplomatů, pochopitelně hlavně západních spojenců. Nátlak se neustále stupňoval, až byl 10. října 1943 donucen velitel divize Emilio Esteban Infantes vydat oficiální rozkaz k jejímu rozpuštění a návratu španělských dobrovolníků a branců do vlasti.
Část vojáků (přibližně jedna třetina) se ovšem odmítla vrátit, většina si totiž myslela, že stále mají Francovo požehnání a že celé „odvolání divize“ je jen krycí manévr s cílem obalamutit západní spojence. Ovšem iluze padla, když 3. listopadu přišel oficiální rozkaz, podepsaný samotným Francem, požadující okamžité rozpuštění divize a návrat všech španělských vojáků urychleně do vlasti.
Nakonec se domů nevrátilo něco kolem 3 tisíc vojáků, povětšinou členové španělské Falangy. Většina z nich skončila v řadách Waffen-SS jako Spanische - Freiwilligen Kompanie der SS 101 pod velením falangisty Miguela Ezquerrazy. Navíc další Španělé s úmyslem boje proti bolševismu utíkali přes okupovanou Francii. Nová uskupení španělských bojovníků se povětšinou nazývala „Modré legie“ (Legion Azul).
Španělé, kteří se rozhodli pro návrat, pocházeli většinou z 12. pěší divize a dostali se domů do 21. března.
Zbylí Španělé měli rozličný osud – někteří se jako členové 357. pěší divize dostali do Lotyšska, jiní skončili v řadách 121. pěší divize, aby pak bojovali proti Titovým partyzánům v Jugoslávii. Většina ortodoxních fašistů se zapojila do bojů proti francouzským partyzánům.
Ke konci války se někteří Španělé zapojili do konečné obrany Berlína[zdroj⁠?!].

## Statistiky

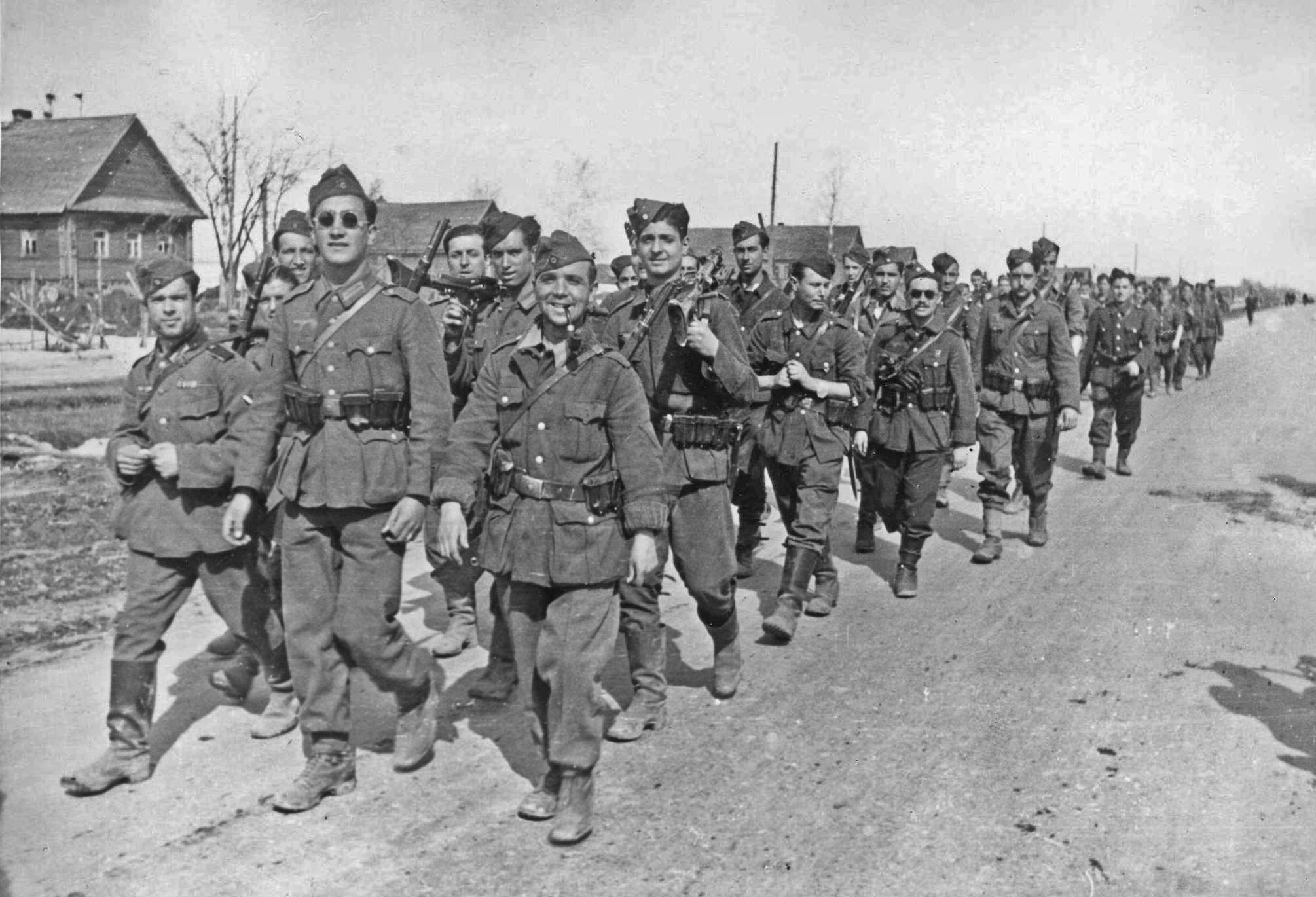
Španělské posily nahrazující ztráty - duben 1942.

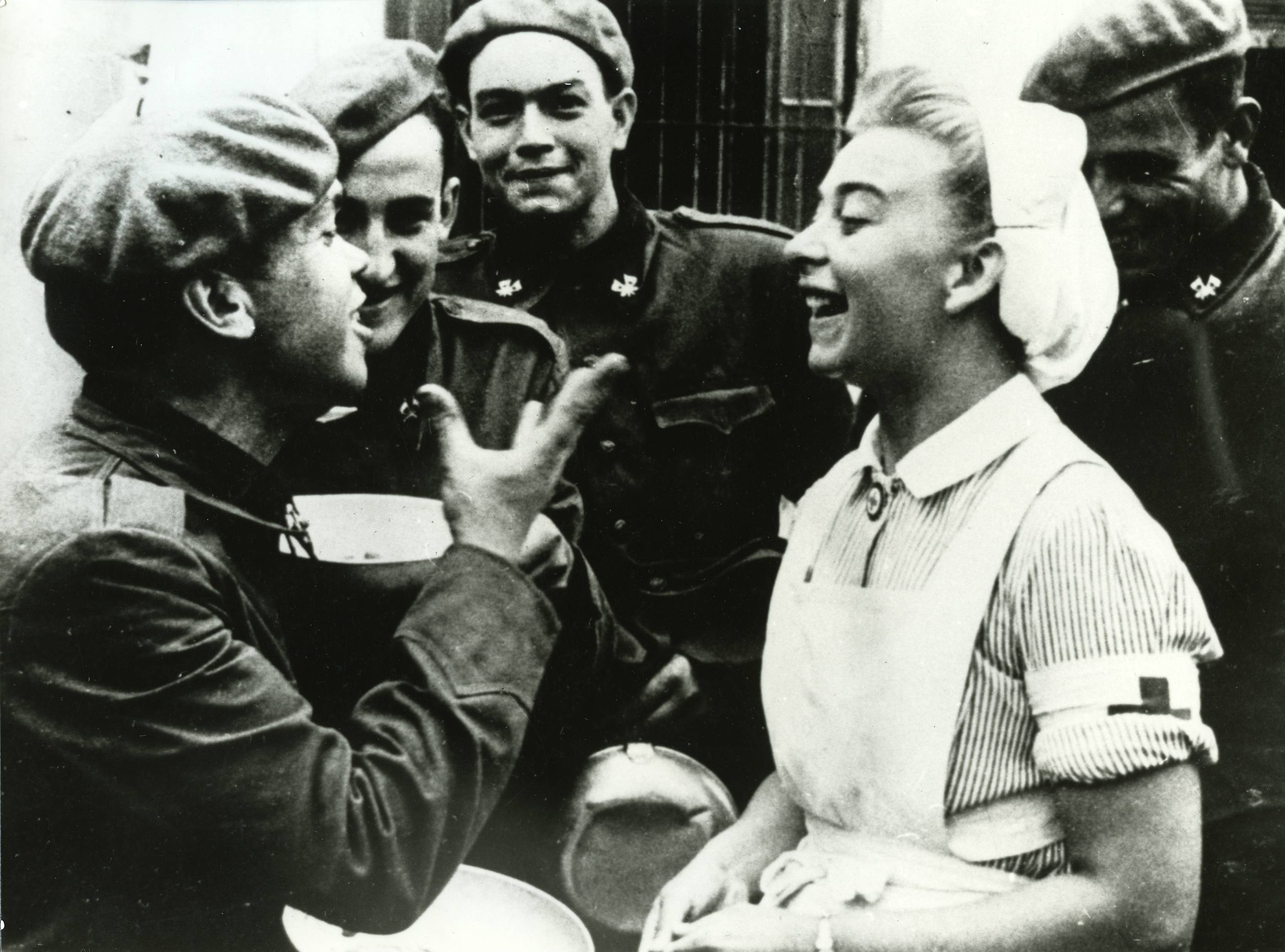
Španělé konverzují s Německou zdravotnicí - červenec 1941.

### Ztráty
V řadách Modré divize, Modrých legií a španělských uskupení SS padlo celkem 4 954 mužů a přibližně 8 700 vojáků bylo zraněno. Do tohoto počtu je nutno započítat i nemalý počet zajatců, který padl do sovětského zajetí. 286 zajatců se vrátilo ze SSSR až 2. dubna 1954.

### Získaná vyznamenání
- 2 Rytířské kříže (jeden s dubovými ratolestmi)
- 2 Německé kříže ve zlatě
- 138 Železných křížů první třídy
- 2 359 Železných křížů druhé třídy
- 2 216 Válečných záslužných křížů s meči

## Odkaz Modré divize
Velká část veteránů Modré divize dosáhla ve španělské armádě v 60. a 70. letech vysokých postů, jako třeba Alfons Armada a Jaime Milans del Bosch. Veteráni Modré divize také stáli proti sobě na obou stranách neúspěšného pokusu o státní převrat 23. února 1981.

## Zajímavosti
Kříž z pravoslavného kostela, který byl ve městě Novgorod poškozen španělským kulometným hnízdem, spadl a byl odvezen do Španělska. Kostel jako takový ovšem zůstal stát. Kříž ve Španělsku procestoval půl země, až byl na začátku 60. let uložen v archívu vojenské akademie v Hoyo de Manzanares. Nakonec byl roku 2004 vrácen novgorodské radnici španělským ministrem obrany José Bonoem.